# Sophie Marceau
Sophie Marceau, artiestennaam van Sophie Danièle Sylvie Maupu, (Gentilly, 17 november 1966) is een Franse actrice en filmregisseuse.

## Biografie
Marceau werd geboren als dochter van een veteraan uit de Algerijnse Oorlog, vrachtwagenchauffeur, schilder en barkeeper. Haar moeder was demonstratrice in warenhuizen. Ze heeft een drie jaar oudere broer.
Op haar veertiende ontdekte ze via vrienden dat Claude Pinoteau op zoek was naar nieuw acteertalent voor een tienerfilm genaamd La Boum, een tragikomedie. De film kwam uit in 1980 en was een groot succes. In 1982 kwam een opvolger La Boum 2, waarin ze weer de rol speelde van Vic Berreton. Ze ging door met haar carrière als actrice in Frankrijk, de Verenigde Staten en Azië.
Marceau regisseerde en schreef drie films: L’aube à l’envers (1995), Parlez-moi d’amour (2002) en La Disparue de Deauville (2007). Naast het acteren, regisseren en schrijven, probeerde ze ook nog het zingen en bracht ze in 1986 een album uit, Certitude.
Op het Filmfestival van Cannes maakte ze kennis met Andrzej Żuławski, de Poolse regisseur van enkele beklijvende films zoals L'important, c'est d'aimer (1975) en Possession (1981). Ze trouwden in 1985 en ze speelde datzelfde jaar voor het eerst mee in een van zijn films : L’amour braque. Ze werkten nog samen aan drie andere films (La Fidélité, Mes nuits sont plus belles que vos jours en La note bleue). Ze kregen in 1995 een zoon. Na 16 jaar samenleven beëindigden ze hun huwelijk in 2001. Hierna kreeg ze in 2002 een dochter met de Amerikaanse producer Jim Lemley. Van 2007 tot 2014 leefde Marceau samen met de Franse filmacteur Christopher Lambert (de laatste paar jaar als echtelieden) die ze ontmoette op de set van La Disparue de Deauville (2007), haar derde film als regisseur.
Marceau werd gekozen tot ambassadeur van charme voor Frankrijk in Oost-Azië, en strijdt voor het beschermen van dieren. Ze protesteert tegen 'bloedvergietende dierensporten'. Verder is ze lid van Arc-en-ciel, een vereniging die de laatste wensen van zieke kinderen vervult.

## Filmografie

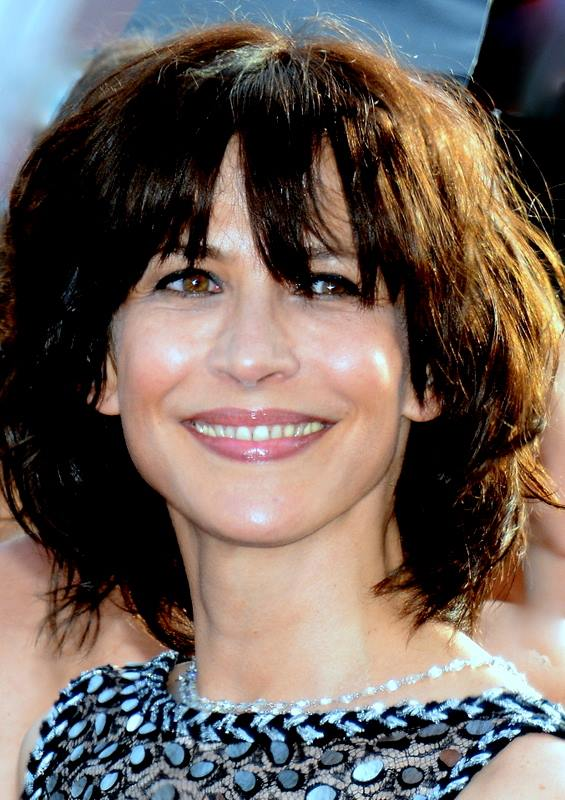
Sophie Marceau op het Filmfestival van Cannes 2015

### Actrice
- La Boum (1980) Vic Beretton
- La Boum 2 (1982) Vic Beretton
- Fort Saganne (1984) Madeleine de Saint-Ilette
- Joyeuses Pâques (1984) Julie
- L'Amour braque (1985) Mary
- Police (1985) Noria
- Round Midnight (1986) meisje op straat (geen tekst)
- Descente aux enfers (1986) Lola Kolber
- Chouans! (1988) Céline
- L'Étudiante (1988) Valentine
- Mes nuits sont plus belles que vos jours (1989) Blanche
- Pacific Palisades (1990) Bernardette
- Pour Sacha (1991) Laura
- La Note bleue (1991) Solange Sand
- Fanfan (1993) Fanfan
- La Fille de d'Artagnan (1994) Eloïse d'Artagnan
- Braveheart (1995) Isabella van Frankrijk[2]
- Al di là delle nuvole (1995) het meisje
- Anna Karenina (1997) Anna Karenina
- Marquise (1997) Marquise
- Firelight (1997) Elisabeth Laurier
- Lost & Found (1999) Lila Dubois
- A Midsummer Night's Dream (1999) Hippolyta
- The World Is Not Enough (1999) Elektra King[3]
- La Fidélité (2000) Clélia
- Belphégor - Le Fantôme du Louvre (2001) Lisa/Belphégor
- Alex & Emma (2003) Polina Delacroix
- Je reste! (2003) Marie-Dominique Delpire
- Les Clefs de bagnole (2003) La clapman
- À ce soir (2004) Nelly
- Anthony Zimmer (2005) Chiara Manzoni
- Lezioni di volo (2006)
- La Disparue de Deauville (2007) Lucie/Victoria
- Les Femmes de l'ombre (2007)
- Ne te retourne pas (2009) Jeanne
- L'âge de Raison (2010) Marguerite
- Un bonheur n'arrive jamais seul (2012) Charlotte Posche
- Arrêtez-moi (2013)
- Une rencontre (2014) Elsa
- Tu veux ou tu veux pas (2014) Judith Chabrier
- Une histoire d'âme (2015) Viktoria
- La taularde (2016) Mathilde Leroy
- Madame Mills, une voisine si parfaite (2018) Hélène
- Tout s'est bien passé (2021) la romancière
- Une femme de notre temps (2021) Juliane Verbeke
- The Curse of Turandot (2021) koningin van Malvia

### Regisseuse
- L'Aube à l'envers (1995)
- Parlez-moi d'amour (2002)
- La Disparue de Deauville (2007)

## Prijzen
- 1983 : La Boum 2 : César voor beste jong vrouwelijk talent
- 1988 : Chouans : Beste romantische actrice  op het ‘festival international du film romantique’ .
- 1994 : Molière voor de beste theatrale revelatie voor Eurydice et Pygmalion
- 2000 : La Fidélité : Beste romantische actrice  op het ‘festival international du film romantique’ .
- 2000 : Gouden camera voor de beste film internationaal.
- 2002 : Parlez-moi d'amour : Beste regisseur op het Internationaal filmfestival van Montréal.

## Enkele citaten
- “Acteren is een wonderlijke vorm van therapie voor mensen. In plaats van lijden voor jezelf, zal iemand het in je plaats doen.”
- “Ik heb de seizoenen nodig om te leven volgens het ritme van regen en zon. In het dorp is het alsof je geen verschil kan maken tussen dag en nacht.”
- “Ik haat die kussen, weet je wel, Amerikaanse kussen, met de tong. Ze zijn afschuwelijk. Ik kan er niet naar kijken, het is net porno!”
- “Hoe oud is hij, 13 of 11? Misschien zou ik zijn oppas kunnen spelen.” (Ze hoorde net dat Leonardo DiCaprio een grote fan is.)
- “Het is zo aantrekkend, te aantrekkend. Je schrijven wordt echter dan je realiteit. Acteren is beperkend, je acteert voor drie maanden, dan verlaat je het, maar schrijven is de kunst van het creëren. Schrijven is gevaarlijk.” (Na het schrijven van haar semi-autobiografische roman ‘Menteuse’, gepubliceerd in 1997.)